# كريستل تاكيكاوا
كريستل تاكيكاوا (باليابانية: 滝川クリステル؛ بالكانا: たきがわ クリステル) هي مذيعة ‏ ومذيعة أخبار يابانية، ولدت في 1 أكتوبر 1977 في باريس في فرنسا.